# 1630 Мілет
1630 Мілет (1630 Milet) — астероїд головного поясу, відкритий 28 лютого 1952 року.
Тіссеранів параметр щодо Юпітера — 3,217.